# Mauricio Henao
Mauricio Henao (Armênia, 16 de fevereiro de 1987) é um ator colombiano-americano, mais conhecido por seus papéis em telenovelas.

## Biografia
Mauricio viveu na Colômbia até os 12 anos de idade. Depois, se mudou para Nova Iorque, nos Estados Unidos, com sua mãe e seus dois irmãos. Ele se adaptou a diferentes cidades da Europa e dos Estados Unidos. Trabalhou com Nicolas Felizola, Tommy Hilfiger, Calvin Klein, Paul Joe Paris, entre outros. Aos 25 anos, mudou-se para a Cidade do México para atuar em um novo projeto. 
Em 2011, Mauricio gravou a nova telenovela juvenil da Nickelodeon América Latina, Grachi, e fez sucesso em toda a América Latina. No final de 2011, gravou a segunda temporada de Grachi, que estreou em 27 de fevereiro de 2012. Neste projeto, ele compartilhou cena com Isabella Castillo, Andrés Mercado, Kimberly dos Ramos, Sol Rodríguez, Lance dos Ramos, María Gabriela de Faría, Willy Martín, entre outros.

## Carreira
No início de 2009, em Miami, ele começou seu trabalho de atuação com o professor Roberto Huicochea, que também ajudou a controlar e neutralizar seu sotaque. Após 6 meses, foi chamado para trabalhar na Telemundo Studios no projeto ¿Dónde está Elisa?, sendo escolhido para o papel de Edward, filho de Catherine Siachoque e Roberto Mateos. Mauricio foi requerido novamente pela Telemundo para dar vida ao jovem protagonista da telenovela El fantasma de Elena, onde compartilhou créditos com Elizabeth Gutiérrez e Ana Layevska. 
No ano de 2011, Mauricio gravou sua terceira novela, Grachi, uma telenovela da Nickelodeon Latino América no papel de Tony e depois Mi corazón insiste.
Em 2012, ele participou de Último año, onde interpretou o personagem principal de Martín Santoro, juntamente com Kendra Santacruz, Martin Barba e Iliana Fuengó.

## Filmografia
| Ano       | Título                            | Personagem                                                | Participação                                  |
| --------- | --------------------------------- | --------------------------------------------------------- | --------------------------------------------- |
| 2010      | ¿Dónde está Elisa?                | Eduardo Cáceres Altamira                                  | Juvenil protagonista                          |
| 2010-2011 | El fantasma de Elena              | Michel                                                    | Juvenil protagonista                          |
| 2011-2012 | Grachi                            | Tony                                                      | Juvenil protagonista / Participación especial |
| 2011      | Mi corazón insiste en Lola Volcán | Daniel Santacruz                                          | Juvenil protagonista                          |
| 2012      | Último ano                        | Martín Santoro                                            |                                               |
| 2013      | La Tempestad                      | Valentín                                                  | Participación especial                        |
| 2014      | La impostora                      | Jorge Andrés León Altamira / Jorge Andrés Ferrer Altamira | Co-protagonista                               |
| 2015-2018 | Señora Acero                      | José Ángel Godoy "Pepito"                                 | Co-protagonista / Antagonista                 |
| 2018      | Mi familia perfecta               | Santiago Vélez Cortés                                     | Co-protagonista                               |
| 2019      | Betty en NY                       | Fabio Restrepo                                            | Antagonista                                   |
| 2019-2020 | Médicos, línea de vida            | Marco Zavala Ávalos                                       | Antagonista                                   |
| 2022      | La herencia                       | Mateo del Monte Arango                                    | Co-protagonista                               |
| 2022      | Donde hubo fuego                  | Daniel Quiroga                                            | Participación especial                        |
| 2023      | Perfil falso                      | Adrián Ferrer                                             | Co-protagonista                               |
| 2025      | La Jefa                           | Mateo Restrepo                                            | Co-protagonista                               |

## Prêmios e indicações
| Ano  | Premiação                 | Categoría               | Telenovela         | Resultado |
| ---- | ------------------------- | ----------------------- | ------------------ | --------- |
| 2011 | People en Español         | Melhor ator coadjuvante | Mi corazón insiste | Indicado  |
| 2012 | Miami Life Awards         | Ator Coadjuvante        | Mi corazón insiste | Indicado  |
| 2012 | Kids Choice Awards México | Ator favorito           | Grachi             | Indicado  |